# 臺東縣政府
22°45′20″N 121°09′02″E / 22.755471°N 121.150639°E
臺東縣政府是臺灣省臺東縣最高層級的地方行政機關，在中華民國政府架構中，為縣自治的行政機關，同時負責執行中央機關委辦事項。臺東縣的自治監督機關本為臺灣省政府，臺灣省虛級化後業務與功能被大幅縮減，臺東縣的自治監督機關改為行政院內政部。臺東縣政府也是轄下各鄉、鎮、市的地方自治監督機關。

## 行政組織
臺東縣政府的組織基準法為《臺東縣政府組織自治條例》，設15個所屬一級單位，由臺東縣政府各處督導的所屬二級行政機關有11個。
所屬一級單位
- 民政處
- 財政及經濟發展處
- 建設處
- 教育處
- 農業處
- 社會處
- 地政處
- 原住民族行政處
- 交通及觀光發展處
- 文化處
- 行政處
- 國際發展及計畫處
- 主計處
- 人事處
- 政風處

所屬一級機關
- 警察局
- 消防局
- 衛生局
- 環境保護局
- 稅務局

所屬二級機關
- 戶政事務所
- 地政事務所
- 縣立體育場
- 動物防疫所
- 家庭教育中心
- 縣立托兒所

各級學校、幼兒園
- 臺東縣立蘭嶼高級中學
- 臺東縣立各國民中學（21校）
- 臺東縣各國民小學（89校，另有7所分校）
- 臺東縣立幼兒園（2所）

縣營事業機構
- 私法人—臺東縣農產股份有限公司

## 外部連結
- 臺東縣政府 （页面存档备份，存于）（中文）（英文）（日語）